# Comisión sobre Abundancia de Isótopos y Pesos Atómicos
La Comisión sobre Abundancia de Isótopos y Pesos Atómicos (conocida por la sigla CIAAW, correspondiente a su nombre en inglés: Commission on Isotopic Abundances and Atomic Weights) es un comité científico internacional perteneciente a la Unión Internacional de Química Pura y Aplicada (IUPAC) bajo su División de Química Inorgánica. Desde 1899 se ocupa de la revisión periódica de los pesos atómicos de los elementos químicos y de otros datos relacionados con estos pesos, como la composición isotópica de los elementos. Los Estándares de Pesos Atómicos publicados cada dos años por la CIAAW están aceptados internacionalmente como una fuente científica autorizada, y sus datos figuran en los omnipresentes gráficos de la tabla periódica.
El uso de los Pesos Atómicos Estándar de la CIAAW es también un requisito legalmente exigible en varios campos, por ejemplo, en el cálculo del poder calorífico del gas natural (ISO 6976:1995), o en la preparación gravimétrica de estándares de referencia primaria en análisis gasista (ISO 6142:2006). Además, la definición actual del kelvin, la unidad de temperatura del Sistema Internacional utilizada en termodinámica, hace referencia directa a la composición isotópica del oxígeno y del hidrógeno como las recomendadas por la CIAAW. El informe más reciente de la CIAAW data de febrero de 2016.

## Establecimiento
| [[File:U.S._Government_FW_Clarke_Public_Domain.jpg\|250px\|alt={{{Alt\|{{{descripción}}}]] | [[File:Karl Seubert ca1910.jpg\|150px\|alt={{{Alt\|{{{descripción}}}]] | [[File:Thomas Edward Thorpe.jpg\|200px\|alt={{{Alt\|{{{descripción}}}]] |
| Frank W. Clarke (EE. UU.)                                                                  | Karl Seubert (Alemania)                                                | Sir Edward Thorpe (Gran Bretaña)                                        |
| Primeros miembros del Comité Internacional de Pesos Atómicos                               |                                                                        |                                                                         |

A pesar de que el peso atómico había sido considerado tradicionalmente una constante de la naturaleza tan invariable como la velocidad de la luz, la ausencia de valores "oficiales" universalmente aceptados creó dificultades en el comercio. Las magnitudes determinadas mediante análisis químico no eran convertidas a pesos de la misma manera en todas partes y la estandarización comenzó a ser una necesidad urgente. Ante el problema de tantos valores diferentes de acuerdo con distintas publicaciones, la Sociedad Química Americana (ACS) decidió en 1892 nombrar un comité permanente para establecer una tabla estándar de pesos atómicos con el objeto de ser aceptada para su uso general por la Sociedad. Frank W. Clarke, quién era entonces el químico jefe de la Encuesta Geológica de los EE. UU., fue designado para redactar el informe, presentado en la reunión anual de 1893 y publicado en enero de 1894.
En 1897, la Sociedad Alemana de Química, de acuerdo con una propuesta de Hermann Emil Fischer, nombró un comité de trabajo para redactar un informe sobre pesos atómicos. El comité estaba formado por su Presidente, el profesor Hans H. Landolt (Universidad de Berlín), y los profesores Wilhelm Ostwald (Universidad de Leipzig), y Karl Seubert (Universidad de Hanover). Este comité publicó su primer informe en 1898, en el que sugirió la conveniencia de formar un comité internacional de pesos atómicos. El 30 de marzo de 1899 Landolt, Ostwald y Seubert emitieron una invitación a otras organizaciones científicas nacionales para nombrar delegados al Comité Internacional de Pesos Atómicos. Cincuenta y ocho miembros fueron nombrados al Gran Comité Internacional de Pesos Atómicos, incluyendo a Frank W. Clarke. El gran comité realizaba sus deliberaciones dirigiéndose por correo postal a Landolt, lo que generó numerosos retrasos y dificultades asociadas con el cruce de correspondencia entre cincuenta y ocho miembros. Para soslayar este problema, el 15 de diciembre de 1899 el comité alemán propuso a los miembros Internacionales seleccionar un pequeño comité con tan sólo tres o cuatro miembros. En 1902, fueron elegidos los profesores Frank W. Clarke (EE. UU.), Karl Seubert (Alemania), y Thomas Edward Thorpe (Reino Unido) , y el Comité Internacional de Pesos Atómicos publicó su informe inaugural en 1903 bajo la dirección de Clarke.

## Función
Desde 1899, la Comisión evalúa y revisa periódicamente la literatura científica publicada y confecciona la Tabla de Pesos Atómicos Estándar. En épocas recientes, esta tabla se ha publicada bienalmente. Cada valor publicado de un peso atómico estándar recomendado refleja el mejor conocimiento del dato evaluado. En la recomendación de pesos atómicos estándares, la CIAAW generalmente no intenta estimar la media de la composición isotópica del elemento en la Tierra o en un subconjunto de materiales terrestres. En cambio, la Comisión pretende encontrar un único valor cuya incertidumbre sea simétrica respecto a casi todas las distintas sustancias según su probabilidad de ser encontrados.

## Decisiones notables
La Comisión ha tomado numerosas resoluciones notables a lo largo de su historia. Algunas de estas resoluciones se destacan a continuación:

### Unidad de peso atómico internacional: H=1 o O=16
Aunque Dalton propuso utilizar el peso atómico del hidrógeno como unidad en 1803, muchas otras propuestas fueron populares durante el siglo XIX. A finales del siglo XIX, dos escalas eran las más difundidas: H=1 y O=16. Esta situación era indeseable para la ciencia, y en octubre de 1899 la tarea inaugural de la Comisión Internacional de Pesos Atómicos fue el decidir cual sería la referencia internacional, convirtiéndose la escala del oxígeno en el estándar internacional. La aprobación de la escala de oxígeno creó una reacción significativa en una parte de la comunidad química, por lo que el Informe de Pesos Atómico inaugural fue publicado con ambas escalas. Esta práctica cesó pronto y la escala del oxígeno quedó como el estándar internacional durante las décadas siguientes. No obstante, cuándo la Comisión se unió a la IUPAC en 1920, fue consultada para volver a la escala H=1, propuesta que fue rechazada.

### Unidad moderna:12C=12
Con el descubrimiento de isótopos del oxígeno en 1929, se produjo una situación contradictoria porque los químicos basaron sus cálculos en la masa atómica media (peso atómico) del oxígeno, mientras que los físicos utilizaron la masa del isótopo predominante del oxígeno, el oxígeno-16. Esta discrepancia era problemática, requiriéndose una unificación entre la química y la física. En la reunión de París de 1957 la Comisión puso en marcha una propuesta basada en la escala del carbono-12. La escala del carbono-12 para los pesos atómicos y las masas de los nucleidos fue aprobada por la IUPAP (1960) y la IUPAC (1961) y continúa en uso en todo el mundo.

### Incertidumbre de los pesos atómicos
A comienzos del siglo XX, distintas medidas del peso atómico del plomo mostraron variaciones significativas en función del origen de la muestra. Estas diferencias fueron consideradas como una excepción, atribuida a que los isótopos del plomo son productos de las cadenas radioactivas naturales de desintegración del uranio. En la década de 1930, aun así, Malcolm Dole informó acerca de que el peso atómico del oxígeno obtenido del aire era ligeramente distinto del procedente del agua. Poco después, Alfred Nier también observó una variación natural en la composición isotópica del carbono. Empezaba a quedar claro que los pesos atómicos no son constantes de naturaleza. En la reunión de la Comisión de 1951, fue reconocida la variación de la abundancia isotópica del azufre, lo que tuvo un efecto significativo en el valor internacionalmente aceptado de un peso atómico. Para indicar el intervalo del valor del peso atómico aplicable al azufre de fuentes naturales diferentes, se añadió el valor ± 0.003 al peso atómico del azufre. Ya en 1969, la Comisión había asignado incertidumbres a todos los valores de los distintos pesos atómicos.

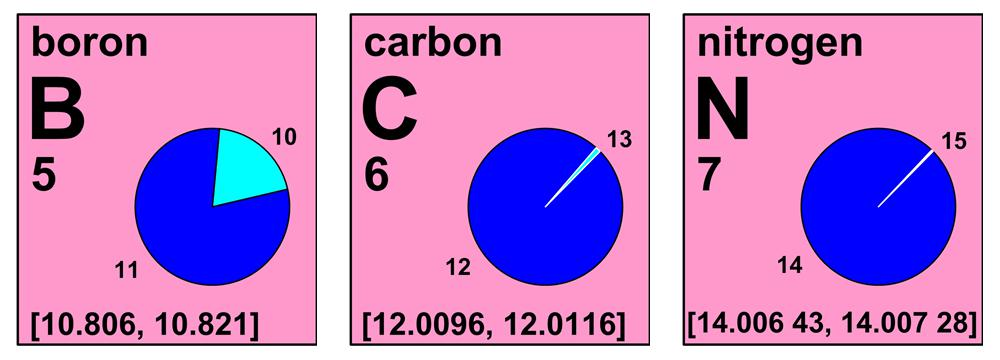
Detalle de la Tabla Periódica de los Elementos de la IUPAC (2011), mostrando la notación del intervalo de los pesos atómicos estándares del boro, el carbono, y el nitrógeno

### Notación con intervalos
En su reunión del año 2009 en Viena, la Comisión decidió expresar el peso atómico estándar del hidrógeno, el carbono, el oxígeno, y de otros elementos de una manera que indica claramente que los valores no son constantes de la naturaleza. Por ejemplo, el peso atómico estándar del hidrógeno figura como [1.007 84, 1.008 11], lo que indica que el peso atómico en cualquier muestra normal será mayor o igual a 1.007 84 y será menor o igual a 1.008 11.

## Afiliaciones y nombre
- Unión Internacional de Química Pura y Aplicada (IUPAC) desde 1920
- Asociación internacional de Sociedades Químicas (IACS) (1913-1919)

La Comisión sobre Abundancia de Isotpos y Pesos Atómicos ha experimentado muchos cambios de nombre:
- The Great International Committee on Atomic Weights (1899-1902)
- International Committee on Atomic Weights (1902-1920)
- IUPAC Commission on Atomic Weights (1920-1922)
- IUPAC Commission on Chemical Elements (1922-1930)
- IUPAC Commission on Atomic Weights (1930-1979)
- IUPAC Commission of Atomic Weights and Isotopic Abundances (1979-2002)
- IUPAC Commission of Isotopic Abundances and Atomic Weights (a partir de 2002)

## Miembros notables

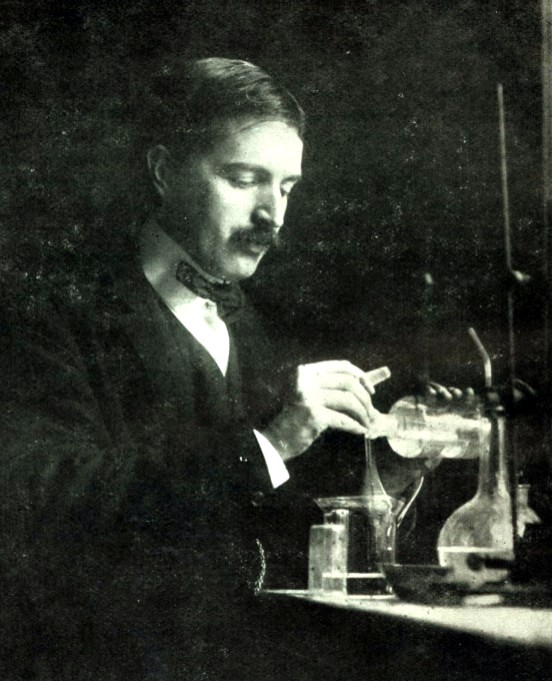
El químico de Harvard Theodore W. Richards, miembro de la Comisión de Pesos Atómica Internacional, recibió en 1914 el premio Nobel de Química por su trabajo en la determinación de pesos atómicos

Desde su creación, muchos químicos notables han sido miembros de la Comisión. Especialmente, ocho laureados con el Nobel han prestado sus servicios a la Comisión: Henri Moissan (1903-1907), Wilhelm Ostwald (1906-1916), Francis Aston, Frederick Soddy, Theodore Richards, Niels Bohr, Otto Hahn y Marie Curie.
Richards recibió el premio Nobel de Química en 1914 "en reconocimiento a sus cuidadosas determinaciones del peso atómico de un gran número de elementos químicos" mientras era miembro de la Comisión. Así mismo, Francis Aston también era miembro de la Comisión cuándo le fue otorgado en 1922 el premio Nobel de Química por su trabajo sobre las mediciones de isótopos. Adicionalmente, los 1925 Pesos Atómicos el informe estuvo firmado por tres Nobel laureates.
Otros científicos notables que formaron parte de la Comisión fueron Georges Urbain (descubridor del lutecio), André-Louis Debierne (descubridor del actinio), Marguerite Perey (descubridora del francio), Gueorgui Fliórov (el elemento flerovio lleva su nombre), Robert Whytlaw-Gray (el primero en aislar el radón), y Arne Ölander (Secretario y Miembro del Comité Nobel de Química).
En 1950, el renombrado químico español Enrique Moles se convirtió en el primer Secretario de la Comisión cuando se creó este cargo.